# Dança de Portugal

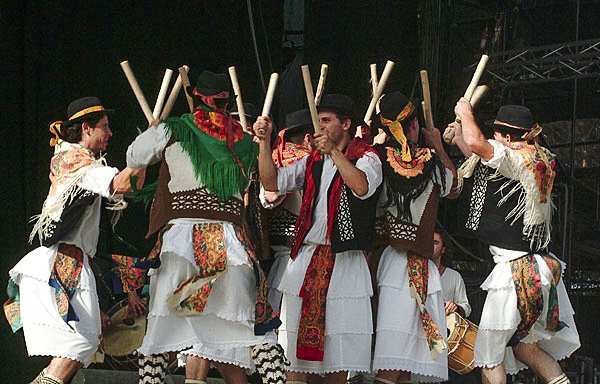
Pauliteiros de Miranda.

A dança portuguesa, como o nome já diz, caracteriza-se pelo folclore português que varia e toma diferentes formas consoante as diferentes regiões do país. Das muitas danças de folclore que existem, podem destacar-se o fandango, a dança de roda, a valsa de dois passos, a chotiça, o corridinho, o vira e o verde-gaio. Recentemente, em particular ao longo do século XX, apresentou-se ainda uma modernização e adaptação de técnicas praticadas a nível internacional como a Dança Clássica, a Dança Moderna e Dança Contemporânea.  

## Folclore português

### Algarve
O corridinho é uma das danças tradicionais de maior expressão no Algarve. É dançado aos pares, as moças por dentro e os rapazes por fora. Giram no mesmo lugar, movendo os pés de forma rápida. Apesar de ser no Algarve que atinge maior notoriedade, também na Estremadura faz parte do folclore local.

### Madeira
Nas diferentes regiões de Portugal há diferentes tradições, e a Madeira não é excepção. O Bailinho da Madeira, ou simplesmente bailinho, é a dança típica mais conhecida da ilha. É acompanhada do brinquinho - o instrumento regional tradicional, feito com castanholas, fitilhos e bonecos de paus, vestidos com o traje regional, que quando chocalhados contra a cana que os sustem, emite som.

### Minho
O Minho, sobretudo o Alto Minho, é rico em danças tradicionais, das quais se destacam o Vira, a Cana Verde e o Malhão. O que mais sobressai delas, à parte da dança propriamente dita, é o vestuário das mulheres, que com as suas cores e acessórios variados, adornam o bailado, deixando o ambiente mais bonito e elegante.

### Ribatejo
No Ribatejo a dança com maior difusão é o Fandango. É uma espécie de dança da sedução, o homem gira em torno da mulher cantando e gritando de forma entusiástica. Por vezes a dança é feita por dois homens que "competem", um contra o outro, frente a frente, sapateando o melhor que poderem.

### Trás-os-Montes
Em Trás-os-Montes, os Pauliteiros de Miranda fazem uma ginga que se mostra muito relevante no folclore da região. Um grupo de homens vestidos com trajes típico enfrentam-se uns aos outros com palotes. A dança evolui com o som ritmado dos palotes a baterem e os movimentos dos intervenientes. Nestas "danças-combates" não entram mulheres, e o seu símbolo é a Capa de Honra.

### Douro Litoral
Na província do Douro Litoral, o folclore é rico em danças tradicionais, que são: a "Chula" (dança original do Douro, como dizia Pedro Homem de Mello nos seus programas da RTP), os "Malhões", os "Viras", e as "Rusgas". A província do Douro tem como capital o Porto, que como dizem os periodicos é a 2.ª cidade do Reino. O Folclore do Douro Litoral é um folclore muito mais rico, não tanto como o do Minho, mas um folclore mais alegre do que o das Beiras, Alentejo, e Trás-os-Montes.

## Dança performativa
Estão também presentes em Portugal os variados estilos de danças de palco. Entre elas, destacam-se o Ballet, a dança moderna e a dança contemporânea. 
A Companhia Nacional de Bailado, sediada em Lisboa, apresenta espetáculos de dança clássica e neo-clássica desde 1977. Também a Fundação Calouste Gulbenkian teve a sua própria companhia de dança moderna, o Ballet Gulbenkian, de 1961 a 2005. Desde então, a ação da Fundação Calouste Gulbenkian junto da dança tem sido de apoio a coreógrafos e projetos independentes através de variados apoios e bolsas.
De entre a longa lista de coreógrafos portugueses destacam-se Jorge Salavisa, Rui Horta, Paulo Ribeiro, Vera Mantero, João Fiadeiro, Tânia Carvalho e Victor Hugo Pontes, entre outros.

## Ensino da dança
Em Portugal o ensino da dança ocorre geralmente em academias amadoras ou, quando falando de ballet clássico, em escolas certificadas associadas à Royal Academy of Dance. Para além destas instituições, existem três com maior reconhecimento nacional e internacional. São elas a Escola de Dança do Conservatório Nacional (EDCN) em Lisboa, a Academia de Dança Contemporânea de Setúbal (ADCS) e o Ginasiano Escola de Dança em Vila Nova de Gaia. 
Situada em Lisboa, encontra-se desde 1987 a Escola de Dança do Conservatório Nacional, inserida na estrutura do Conservatório Nacional de Lisboa. A EDCN é uma escola totalmente pública que no seu currículo integra as disciplinas da dança bem como a formação geral, do 2º ciclo ao Secundário.
A Academia de Dança Contemporânea de Setúbal (ADCS) foi fundada em 1982 como o nome indica, em Setúbal. Sendo assim a primeira academia de dança em Portugal a ser reconhecida pelo Ministério da Educação que a patrocina desde 1986. Como fundadores, a ADCS teve Maria Bessa e António Rodrigues, que a dirigiram até 2003 e hoje diretores artísticos da CeDeCe - Companhia de Dança Contemporânea que fundaram também em 1992. A academia recebe ainda apoio por parte da Câmara Municipal de Setúbal desde o início da sua atividade.  
O Ginasiano Escola de Dança é uma escola privada com estatuto de utilidade pública em Vila Nova de Gaia. Fundado em 1987, o Ginasiano mantém uma rede de laços com autarquias, instituições de fins culturais e outros, o próprio Ministério da Educação, entre outros, que lhe permite afirmar-se como foco de formação e divulgação cultural no Norte de Portugal. Aliada à escola está a Kale Companhia de Dança que após vários anos como companhia-escola, apresenta-se desde 2013 como companhia profissional.   
No ensino superior, ao contrário de muitos outros países Europeus que possuem várias instituições, Portugal apresenta somente uma instituição autorizada a formar alunos a nível universitário. Essa instituição é a Escola Superior de Dança que se encontra em actividade desde 1983 sob a alçada do Instituto Politécnico de Lisboa, em Lisboa.